# Servitization
Servitization houdt in dat ondernemingen goederen steeds meer koppelen aan een bepaalde dienstverlening. Het weerspiegelt dus de algemene economische trend naar een dienstverlenende samenleving.
Deze evolutie heeft ook een impact op het recht: het zwaartepunt van het vrijverkeerrecht ligt immers eerder bij het vrij verkeer van diensten dan bij het vrij verkeer van goederen. Bovendien zijn een hele reeks strenge regels die wel van toepassing zijn op goederen, niet van toepassing op diensten (bijvoorbeeld het herroepingsrecht voor consumenten).
Voorbeelden van servitization zijn tot meer dan 100 jaar geleden te vinden. In het kader van de globalisering heeft de trend aan enorm belang ingewonnen omdat bedrijven in landen met een hoge loonkost het zien als een middel om zichzelf te beschermen tegen concurrentie uit lageloonlanden.
De leasing van auto's is een voorbeeld van servitization: daar waar auto's vroeger simpelweg werden verkocht, maken ze tegenwoordig regelmatig het voorwerp uit van een leasingovereenkomst, waardoor het niet meer gaat om de levering van een goed, maar om dienstverlening. Ook de sterke opkomst van andere diensten zoals Amazon, Netflix, Facebook e.d. zijn voorbeelden van hoe het belang van diensten exponentieel is gestegen.
Servitization is belangrijk in het verdienmodel van ondernemingen aangezien het vaak leidt tot grotere winsten: het is namelijk winstgevender om eenzelfde dienst meermaals te verkopen dan eenzelfde goed slechts een keer te verkopen.